# 기 반데르미상
기 반데르미상(프랑스어: Guy Vandersmissen, 1957년 12월 25일, 림뷔르흐 주 통에런 ~)은 벨기에의 전직 축구 선수이다.
현역 시절, 그는 스탕다르 리에주, 헤르미날 에케런, 그리고 몰런베이크에서 활약했다. 그는 벨기에 국가대표팀 경기에 17번 출전했고, 1982년 월드컵에 참가했다.

## 수상

### 클럽
스탕다르 리에주
- 벨기에 1부 리그: 1981–82, 1982–83
- 벨기에 컵
  - 우승: 1980–81
  - 준우승: 1987–88, 1988–89
- 벨기에 슈퍼컵: 1981, 1983
- 유러피언 컵위너스컵 준우승: 1981–82
- 인터토토컵: 1980,[5] 1982[6]